# Happy Valley (Oregon)
Happy Valley az Amerikai Egyesült Államok északnyugati részén, Oregon állam Clackamas megyéjében helyezkedik el. A 2010. évi népszámláláskor 13 903 lakosa volt. A város területe 21,55 km², melyből 0,1 km² vízi.
Polgármestere Lori DeRemer; mellette négy képviselő dolgozik. A városban több bizottság (tervezési, parkügyi és erdészeti, közlekedési és közbiztonsági) is működik.
A települést a North Clackamas Iskolakerület szolgálja ki. A diákok a Happy Valley és Rock Creek Middle School középiskolákban és a Clackamas High School gimnáziumban tanulnak.

## Történet
Happy Valley-t eredetileg Christilla Valley-nek hívták; nevét az első lakóiról, Christian és Matilda Deardoffról kapta. A két telepes 1851-ben érkezett ide, és övék volt az első, 2,6 km²-es telek.
Városi rangot 1965-ben kapott; az 1990-es évek második felében Oregon egyik leggyorsabban fejlődő települése volt.

## Földrajz
A Népszámlálási Hivatal adatai alapján a város területe 21,55 km², melyből 0,1 km² vízi.
Happy Valley a portlandi agglomeráció része; Portlanden kívül Clackamas, Damascus, Pleasant Valley és Sunnyside határolja. Legmagasabb pontja (320 méter) egy kihűlt vulkán (Scott-hegy), valamint a település területe alá esik a Scouters-hegy.

## Népesség

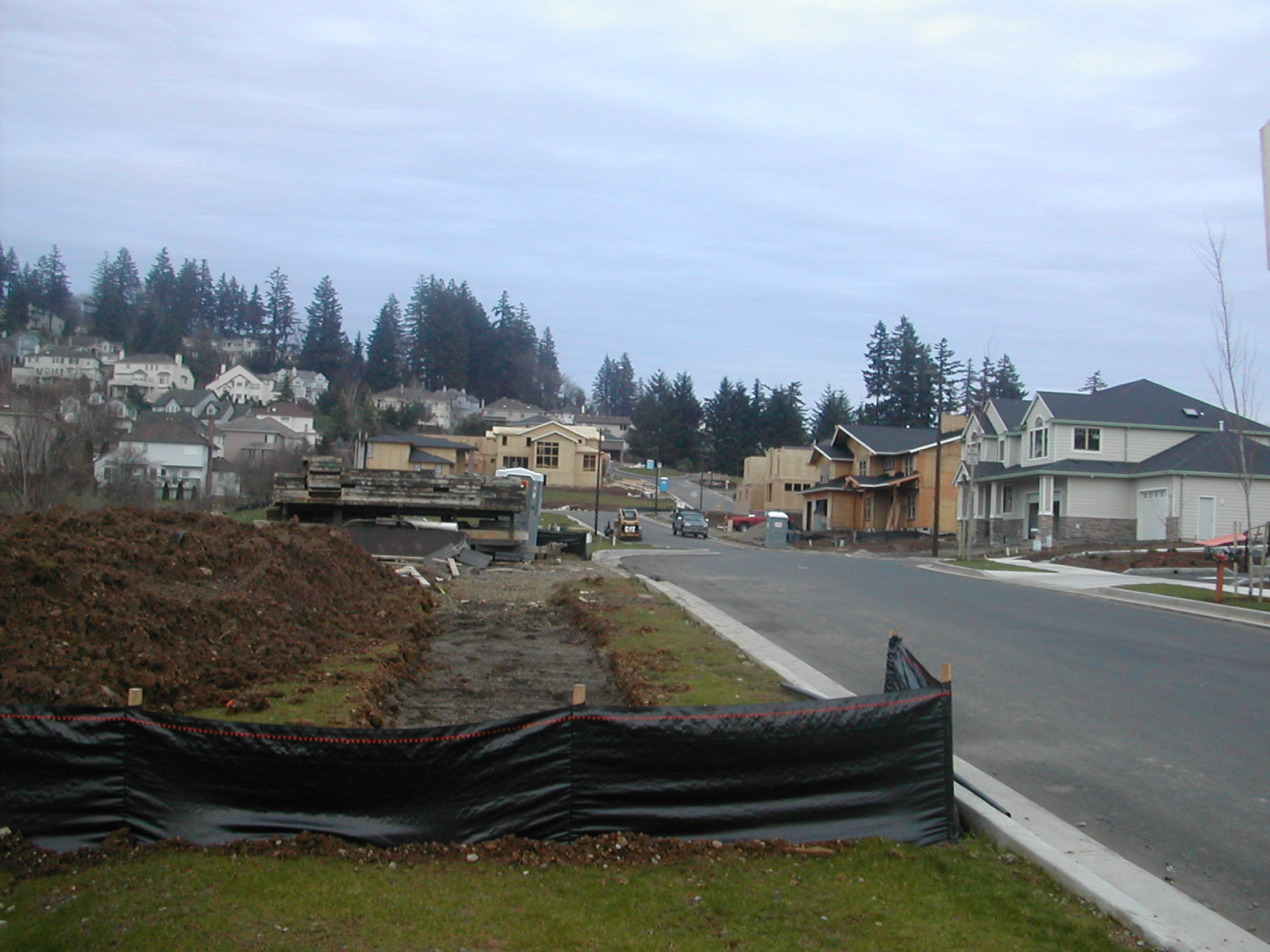
Új házak

### 2010
A 2010-es népszámláláskor a városnak 13 903 lakója, 4408 háztartása és 3724 családja volt. A népsűrűség 648,2 fő/km2. A lakóegységek száma 4708, sűrűségük 219,5 db/km2. A lakosok 76,2%-a fehér, 1,1%-a afroamerikai, 0,5%-a indián, 17,4%-a ázsiai, 0,2%-a a Csendes-óceáni szigetekről származik, 0,9%-a egyéb, 3,8%-a pedig kettő vagy több etnikumú. A spanyol vagy latino származásúak aránya 4% (2,7% mexikói, 0,2% Puerto Ricó-i, 0,2% kubai, 1,1% egyéb spanyol vagy latino származású.)
A háztartások 48,8%-ában élt 18 évnél fiatalabb. 74,4% házas, 6,8% egyedülálló nő, 3,7% egyedülálló férfi, 15,5% pedig nem család. 11% egyedül élt; 3%-uk 65 éves vagy idősebb. Egy háztartásban átlagosan 3,15 személy élt; a családok átlagmérete 3,4 fő.
A medián életkor 37 év volt. A város lakóinak 30,2%-a 18 évesnél fiatalabb, 6,8% 18 és 24 év közötti, 27%-uk 25 és 44 év közötti, 27,9%-uk 45 és 64 év közötti, 8,2%-uk pedig 65 éves vagy idősebb. A lakosok 49,7%-a férfi, 50,3%-a pedig nő.

### 2000
A 2000-es népszámláláskor  a városnak 4519 lakója, 1431 háztartása és 1302 családja volt. A népsűrűség 210,7 fő/km2. A lakóegységek száma 1500, sűrűségük 69,9 db/km2. A lakosok 87,39%-a fehér, 0,77%-a afroamerikai, 0,29%-a indián, 8,85%-a ázsiai, 0,15%-a a Csendes-óceáni szigetekről származik, 0,44%-a egyéb-, 2,1%-a pedig kettő vagy több etnikumú. A spanyol vagy latino származásúak aránya 1,88% (0,8% mexikói, 0,2% Puerto Ricó-i,  0,8% pedig egyéb spanyol/latino származású.)
A háztartások 49%-ában élt 18 évnél fiatalabb. 83,4% házas, 4,9% egyedülálló nő; 9% pedig nem család. 6,3% egyedül élt; 2,2%-uk 65 éves vagy idősebb. Egy háztartásban átlagosan 3,16 személy élt; a családok átlagmérete 3,28 fő.
A város lakóinak 31,4%-a 18 évesnél fiatalabb, 5% 18 és 24 év közötti, 30,1%-uk 25 és 44 év közötti, 26,7%-uk 45 és 64 év közötti, 6,8%-uk pedig 65 éves vagy idősebb. A medián életkor 37 év volt. Minden 100 nőre 99,2 férfi jut; a 18 évnél idősebb nőknél ez az arány 98,2.
A háztartások medián bevétele 93 131 amerikai dollár, ez az érték családoknál $95 922. A férfiak medián keresete $68 125, míg a nőké $43 667. A város egy főre jutó bevétele (PCI) $36 665. A családok 0,6%-a, a teljes népesség 1,2%-a élt létminimum alatt; a 18 év alattiaknál ez a szám 1,2%, a 65 évnél idősebbeknél pedig %.

## Fordítás
Ez a szócikk részben vagy egészben  a   Happy Valley, Oregon című angol Wikipédia-szócikk ezen változatának fordításán alapul.  Az eredeti cikk szerkesztőit annak laptörténete sorolja fel. Ez a jelzés csupán a megfogalmazás eredetét és a szerzői jogokat jelzi, nem szolgál a cikkben szereplő információk forrásmegjelöléseként.